# Khaled Badra
  Khaled Badra  (àrab: خالد بدرة)  (Kairuan, 8 d'abril de 1973) és un exfutbolista tunisià de la dècada de 2000.
Fou internacional amb la selecció de Tunisia amb la qual participà en la Copa del Món de futbol de 1998 i 2002.
Pel que fa a clubs, destacà a Genoa CFC. i Denizlispor.